# Hypocrita glauca
Hypocrita glauca är en fjärilsart som beskrevs av Pieter Cramer 1777. Hypocrita glauca ingår i släktet Hypocrita och familjen björnspinnare. Inga underarter finns listade i Catalogue of Life.

## Bildgalleri

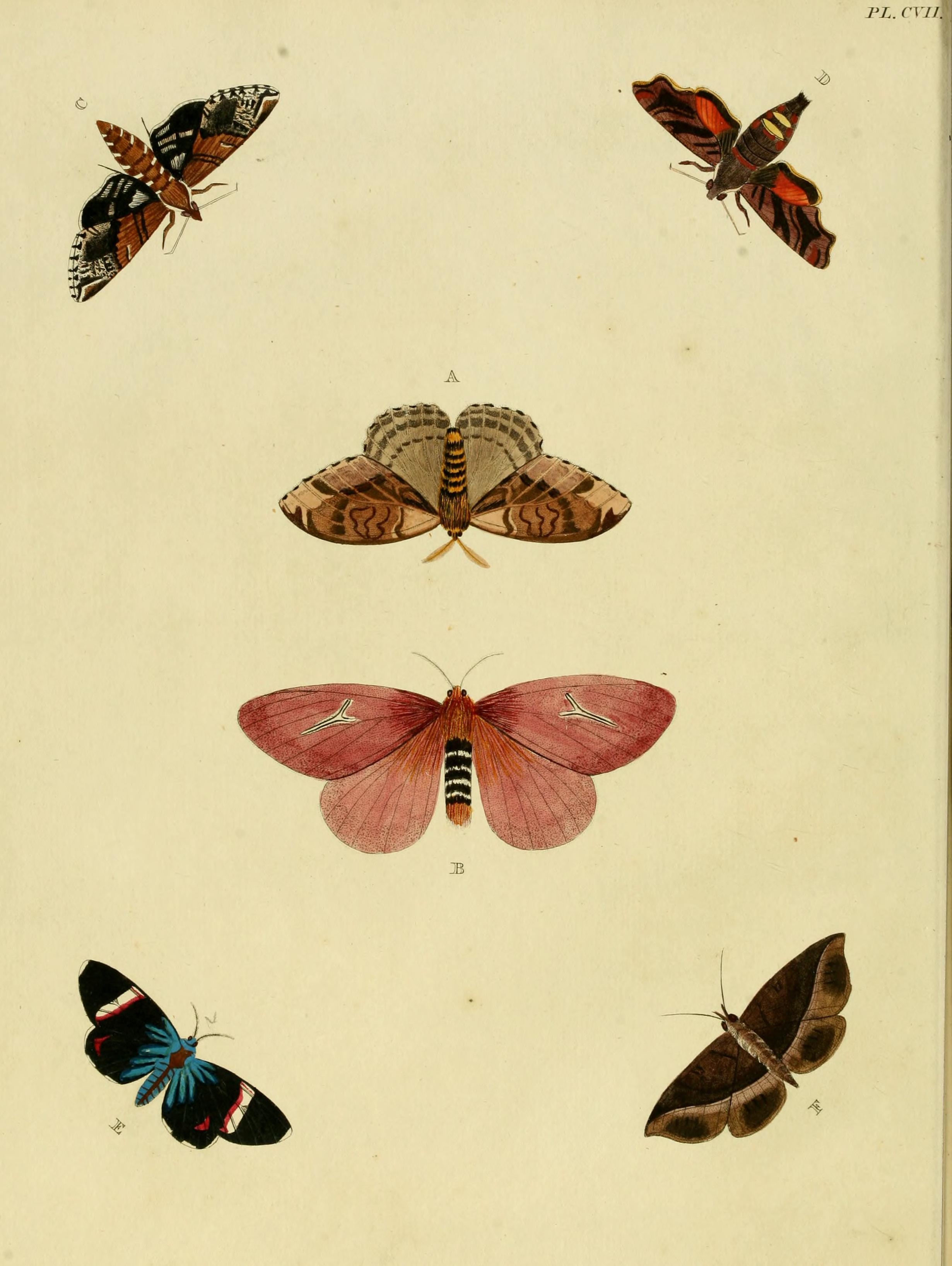